# Lijst van voetbalinterlands China - Irak
Deze lijst van voetbalinterlands is een overzicht van alle officiële voetbalwedstrijden tussen de nationale teams van China en Irak. De landen speelden tot op heden zeventien keer tegen elkaar. De eerste ontmoeting, de wedstrijd om de derde plaats tijdens de Azië Cup 1976, werd gespeeld in Teheran (Iran) op 12 juni 1976.  Het laatste duel, een vriendschappelijke wedstrijd, vond plaats op 24 december 2018 in Doha (Qatar).

## Wedstrijden
| №  | Plaats   | Datum            | Competitie                 | Wedstrijd    | Uitslag |
| -- | -------- | ---------------- | -------------------------- | ------------ | ------- |
| 1  | Teheran  | 16 juni 1976     | Azië Cup 1976              | China – Irak | 1 – 0   |
| 2  | Bangkok  | 13 december 1978 | Aziatische Spelen 1978     | Irak – China | 2 – 0   |
| 3  | Bangkok  | 22 december 1978 | Aziatische Spelen 1978     | China − Irak | 1 − 0   |
| 4  | Irbid    | 30 mei 1993      | WK 1994 kwalificatie       | Irak − China | 1 − 0   |
| 5  | Chengdu  | 20 juni 1993     | WK 1994 kwalificatie       | China − Irak | 2 − 1   |
| 6  | Kochi    | 30 maart 1997    | Vriendschappelijk          | Irak − China | 2 − 0   |
| 7  | Shanghai | 3 september 2000 | Vriendschappelijk          | China − Irak | 4 − 1   |
| 8  | Beijing  | 30 juli 2004     | Azië Cup 2004              | China − Irak | 3 − 0   |
| 9  | Al Ain   | 1 maart 2006     | Azië Cup 2007 kwalificatie | Irak − China | 2 − 1   |
| 10 | Changsha | 15 november 2006 | Azië Cup 2007 kwalificatie | China − Irak | 1 − 1   |
| 11 | Dubai    | 6 februari 2008  | WK 2010 kwalificatie       | Irak − China | 1 − 1   |
| 12 | Tianjin  | 14 juni 2008     | WK 2010 kwalificatie       | China − Irak | 1 − 2   |
| 13 | Shenzhen | 11 oktober 2011  | WK 2014 kwalificatie       | China − Irak | 0 − 1   |
| 14 | Doha     | 11 november 2011 | WK 2014 kwalificatie       | Irak − China | 1 − 0   |
| 15 | Changsha | 22 maart 2013    | Azië Cup 2015 kwalificatie | China − Irak | 1 − 0   |
| 16 | Dubai    | 5 maart 2014     | Azië Cup 2015 kwalificatie | Irak − China | 3 − 1   |
| 17 | Doha     | 24 december 2018 | Vriendschappelijk          | Irak − China | 2 − 1   |

## Samenvatting
| Competitie            | Totaal gespeeld | Winst China | Gelijk | Winst Irak | Doelsaldo China – Irak |
| --------------------- | --------------- | ----------- | ------ | ---------- | ---------------------- |
| WK-kwalificatie       | 6               | 1           | 1      | 4          | 4 − 7                  |
| Azië Cup              | 2               | 2           | 0      | 0          | 4 − 0                  |
| Azië Cup-kwalificatie | 4               | 1           | 1      | 2          | 4 − 6                  |
| Aziatische Spelen     | 2               | 1           | 0      | 1          | 1 − 2                  |
| Vriendschappelijk     | 3               | 1           | 0      | 2          | 5 − 5                  |
| Totaal                | 17              | 6           | 2      | 9          | 18 – 20                |

Wedstrijden bepaald door strafschoppen worden, in lijn met de FIFA, als een gelijkspel gerekend.
CFA · A-internationals · Selecties · Bondscoaches · Statistieken · Chinees vrouwenelftal · China U21 · China U20 · China U19 · China U18 · China U17
1948 – 1969 · 
1970 – 1979 · 
1980 – 1989 · 
1990 – 1999 · 
2000 – 2009 · 
2010 – 2019 ·
2020 − 2029
Azië Cup 1976 · 
Azië Cup 1980 · 
Azië Cup 1984 · 
Azië Cup 1988 · 
Azië Cup 1992 · 
Azië Cup 1996 · 
Azië Cup 2000 · 
Azië Cup 2004 · 
Azië Cup 2007 · 
Azië Cup 2011
WK 2002
OS 1988 · 
OS 2008
1948 · 
1949–1951 · 
1952 · 
1953–1955 · 
1956 · 
1957 · 
1958 · 
1959 · 
1960 · 
1961–1962 · 
1963 · 
1964 · 
1965 · 
1966 · 
1967–1970 · 
1971 · 
1972 · 
1973 · 
1974 · 
1975 · 
1976 · 
1977 · 
1978 · 
1979 · 
1980 · 
1981 · 
1982 · 
1983 · 
1984 · 
1985 · 
1986 · 
1987 · 
1988 · 
1989 · 
1990 · 
1991 · 
1992 · 
1993 · 
1994 · 
1995 · 
1996 · 
1997 · 
1998 · 
1999 · 
2000 · 
2001 · 
2002 · 
2003 · 
2004 · 
2005 · 
2006 · 
2007 · 
2008 · 
2009 · 
2010 · 
2011 · 
2012 · 
2013 · 
2014 ·
2015 ·
2016 ·
2017 ·
2018 ·
2019 ·
2020 ·
2021
Afghanistan ·
Albanië ·
Algerije ·
Andorra ·
Argentinië ·
Australië ·
Bahrein ·
Bangladesh ·
Bhutan ·
Bosnië en Herzegovina ·
Botswana ·
Brazilië ·
Brunei ·
Cambodja ·
Canada ·
Chili ·
Colombia ·
Congo-Kinshasa ·
Costa Rica ·
Cuba ·
Duitsland ·
Egypte ·
El Salvador ·
Engeland ·
Estland ·
Fiji ·
Filipijnen ·
Finland ·
Frankrijk ·
Gambia ·
Ghana ·
Groot-Brittannië ·
Guam ·
Guinee ·
Haïti ·
Honduras ·
Hongarije ·
Hongkong ·
Ierland ·
IJsland ·
India ·
Indonesië ·
Irak ·
Iran ·
Italië ·
Jamaica ·
Japan ·
Jemen ·
Joegoslavië ·
Jordanië ·
Kazachstan ·
Kenia ·
Kirgizië ·
Koeweit ·
Kroatië ·
Laos ·
Letland ·
Libanon ·
Liechtenstein ·
Macau ·
Malediven ·
Maleisië ·
Mali ·
Marokko ·
Mexico ·
Myanmar ·
Nederland ·
Nepal ·
Nieuw-Zeeland ·
Noord-Korea ·
Noord-Macedonië ·
Noorwegen ·
Oezbekistan ·
Oman ·
Pakistan ·
Palestina ·
Papoea-Nieuw-Guinea ·
Paraguay ·
Peru ·
Polen ·
Portugal ·
Qatar ·
Roemenië ·
Saoedi-Arabië ·
Senegal ·
Servië ·
Servië en Montenegro ·
Sierra Leone ·
Singapore ·
Slovenië ·
Soedan ·
Somalië ·
Sovjet-Unie ·
Spanje ·
Sri Lanka ·
Syrië ·
Tadzjikistan ·
Tanzania ·
Thailand ·
Trinidad en Tobago ·
Tsjechië ·
Tunesië ·
Turkije ·
Turkmenistan ·
Uruguay ·
Venezuela ·
Verenigde Arabische Emiraten ·
Verenigde Staten ·
Vietnam ·
Wales ·
Zambia ·
Zimbabwe ·
Zuid-Korea ·
Zweden ·
Zwitserland
Brazilië (2002) · 
Costa Rica (2002)
IFA · A-internationals · Statistieken · Iraaks vrouwenelftal · Irak U21 · Irak U20 · Irak U19 · Irak U18 · Irak U17
1950 – 1969 ·
1970 – 1979 ·
1980 – 1989 ·
1990 – 1999 ·
2000 – 2009 ·
2010 – 2019 ·
2020 − 2029
Afghanistan ·
Algerije ·
Argentinië ·
Australië ·
Azerbeidzjan ·
Bahrein ·
België ·
Bolivia ·
Botswana ·
Brazilië ·
Cambodja ·
Chili ·
China ·
Colombia ·
Congo-Kinshasa ·
Cyprus ·
DDR ·
Ecuador ·
Egypte ·
Estland ·
Filipijnen ·
Finland ·
Ghana ·
Guinee ·
Hongkong ·
India ·
Indonesië ·
Iran ·
Japan ·
Jemen ·
Jordanië ·
Kazachstan ·
Kenia ·
Kirgizië ·
Koeweit ·
Libanon ·
Liberia ·
Libië ·
Macau ·
Maleisië ·
Marokko ·
Mauritanië ·
Mexico ·
Myanmar ·
Nepal ·
Nieuw-Zeeland ·
Noord-Korea ·
Oeganda ·
Oezbekistan ·
Oman ·
Pakistan ·
Palestina ·
Paraguay ·
Peru ·
Polen ·
Qatar ·
Roemenië ·
Rusland ·
Saoedi-Arabië · 
Sierra Leone · 
Singapore ·
Soedan ·
Spanje · 
Sri Lanka ·
Syrië · 
Tadzjikistan · 
Taiwan · 
Thailand · 
Trinidad en Tobago ·
Tunesië ·
Turkije ·
Turkmenistan ·
Uruguay ·
Verenigde Arabische Emiraten ·
Vietnam ·
Zambia ·
Zuid-Afrika ·
Zuid-Jemen ·
Zuid-Korea